# Danh sách Damocloid
Dưới đây là danh sách các tiểu hành tinh Damocloid.
| Damocloid               | Khám phá năm | Có phải là sao chổi hay không | Hình ảnh |
| ----------------------- | ------------ | ----------------------------- | -------- |
| 5335 Damocles           | 1991         | Không                         |          |
| 1996 PW                 | 1996         | Không                         |          |
| 1999 LE31               | 1999         | Không                         |          |
| 1999 XS35               | 1999         | Không                         |          |
| 2000 DG8                | 2000         | Không                         |          |
| 2002 RN109              | 2002         | Không                         |          |
| 2005 VX3                | 2005         | Không                         |          |
| 2007 BP102              | 2007         | Không                         |          |
| (528219) 2008 KV42      | 2008         | Không                         |          |
| 2010 WG9                | 2010         | Không                         |          |
| 2011 MM4                | 2011         | Không                         |          |
| 2012 DR30               | 2012         | Không                         |          |
| 2013 BL76               | 2013         | Không                         |          |
| 2013 LA2                | 2013         | Không                         |          |
| 2017 MB7                | 2017         | Không                         |          |
| 20461 Dioretsa          | 1999         | Không                         |          |
| (65407) 2002 RP120      | 2002         | Không                         |          |
| (127546) 2002 XU93      | 2002         | Không                         |          |
| (144908) 2004 YH32      | 2004         | Không                         |          |
| (342842) 2008 YB3       | 2008         | Không                         |          |
| (343158) 2009 HC82      | 2009         | Không                         |          |
| (434620) 2005 VD        | 2005         | Không                         |          |
| (468861) 2013 LU28      | 2013         | Không                         |          |
| C/2001 OG108            | 2001         | Có                            |          |
| C/2015 ER61 (PANSTARRS) | 2015         | Có                            |          |
| C/2016 R2 (PANSTARRS)   | 2016         | Có                            |          |
| C/2017 U7               | 2017         | Có                            |          |
| C/2018 C2 (Lemmon)      | 2018         | Có                            |          |
| Ứng cử viên Damocloid   |              |                               |          |
| 514107 Kaʻepaokaʻawela  | 2014         | Không                         |          |
| 2010 BK118              | 2010         | Không                         |          |